# لويس بيرغاريشي
لويس بيرغاريشي ماروري (16 مايو 1910 - 9 سبتمبر 1994) كان رجل أعمال ولاعب كرة قدم إسباني لعب كلاعب خط وسط لفريق أتليتيك بلباو  وريال مدريد في عشرينيات القرن العشرين. اشتهر بتسجيله أول هدف على الإطلاق لأتلتيك في الدوري الإسباني عام 1929.

## النشأة
ولد لويس بيرجاريتش في 16 مايو 1910 في بالماسيدا ببسكاي ، وهو ابن سانتياغو بيرجاريتش مدير مصنع القبعات وأديليدا ماروري، الذي انتقل إلى ديوستو عندما كان طفلاً.
طور بيرغاريش شغفًا عميقًا أثناء شبابه ليس فقط لكرة القدم، لدرجة أنه كذب بشأن عمره للمشاركة في بطولة الشباب في عام 1922 وعمره 12 عامًا، ولكن أيضًا لركوب الدراجات، لدرجة أنه سقط وتُرك في غيبوبة لمدة ثلاثة أيام في عام 1927 وعمره 17 عامًا.

## المسيرة الرياضية

### أثلتيك بلباو
انضم بيرغاريشي عندما كان 14 عامًا إلى صفوف نادي مسقط رأسه دويستو في عام 1924، ليصبح أصغر لاعب في إسبانيا يظهر لأول مرة في مباراة بطولة إقليمية في الدوري الإيطالي، متقدمًا على أمثال جوزيب ساميتير وريكاردو زامورا اللذين فعلوا ذلك في سن 15 عامًا. ومع ذلك لم تكن مسيرته تبدو واعدة، حيث كان نادي دوستو متواضعًا، لذا فإن واجب رعاية أحد عشر شقيقًا أجبره على المغادرة إلى الولايات المتحدة، وتحديدًا إلى أكرون، أوهايو، حيث وضع دراسته في الأستاذية التجارية وتدريس الأعمال في الاستخدام الجيد، والتدريب على إدارة الشركات الكبيرة، والعمل في شركة فايرستون. واصل بيرغاريشي مسيرته ليصبح لاعبًا في نادي أثلتيك بلباو في موسم 1925-1926، ولكن نظرًا لصغر سنه (15 عامًا) لم يتمكن من الظهور رسميًا واحدًا مع الفريق الأول للنادي. انضم إلى نادي سوسيداد جيمناستيكا في عام 1926، الذي لعب معه في بطولة المنطقة المركزية 1926-1927، حيث بدأ كمدافع في اليوم الأول من المباراة، والتي انتهت بخسارة 6-0 أمام ناديه المستقبلي ريال مدريد.
عاد بيرغاريشي إلى أثلتيك في عام 1928، حيث لعب معه خمس مباريات رسمية جميعها خلال فترة شهرين فقط في يناير وفبراير 1929، بدءًا من مباراتي ربع النهائي ونصف النهائي في كأس ملك إسبانيا 1928-1929، ثم لعب المباراة الافتتاحية للنسخة الافتتاحية من الدوري الإسباني في 10 فبراير، حيث سجل هدف التعادل في الشوط الأول ليساعد فريقه على التعادل 1-1 مع ريال سوسيداد في ملعب أتوتشا، وبالتالي دخل التاريخ باعتباره صاحب أول هدف في الدوري الإسباني في تاريخ النادي. ومع ذلك اختلفت الروايات المعاصرة حول من سجل الهدف. حيث ذكرت صحيفة موندو ديبورتيفو أنه فيكتوريو أونامونو، بينما نسبت صحيفة لا فانجارديا الهدف إلى بيرغاريشي، ولم تذكر هيئة الإذاعة الأسترالية اسم مسجل الهدف حتى، ووصفته بأنه عرضية من لافوينتي وذكرت الذي حدث بأنه كان شجار صغير مع خروج حارس المرمى وبالتالي ترك المرمى فارغًا. تقدم عدة لاعبين نحو التسديدة. وأخيرًا، رأينا ضربة رأس تُدخل الكرة إلى المرمى محققة التعادل، على الرغم من التسلل الواضح الذي لم يرغب الحكم في رؤيته.

### ريال مدريد
لم يلعب بيرغاريشي مرة أخرى بصالح بلباو لأنه اضطر بعد ذلك للانتقال إلى مدريد لمساعدة والده في عمل تجاري تم افتتاحه حديثًا، وبمجرد وصوله إلى العاصمة سعى إليه كل من أتلتيكو مدريد وريال مدريد، لكنه انتهى به الأمر بالانضمام إلى الأخير لأن صديقه أوشانديانو كان هناك بالفعل. شارك لأول مرة مع النادي في مباراة ودية ضد أتلتيكو في 15 سبتمبر 1929، وسجل هدفين ليساعد فريقه على إنقاذ التعادل 4-4. لعب إجمالي أربع مباريات رسمية  في موسمه الأول (والوحيد) مع النادي: واحدة في البطولة الإقليمية، وواحدة في كأس ملك إسبانيا، واثنتان في الدوري. وفي المجمل سجل هدفًا واحدًا في ثلاث مباريات بالدوري الإسباني لصالح بلباو ومدريد.

### مسيرته المهنية اللاحقة
كان بيرغارِتش غير قادر على التوفيق بين التدريب والتزاماته في العمل، لذلك رغم أنه كان قد وقّع عقدًا احترافيًا مع ريال مدريد بقيمة 500 بيزيتا شهريًا، إلا أن والده أمره باعتزال كرة القدم. وبالشراكة مع شقيقه إغناسيو عمل في شركة "بيرغارِتش وشركاه". وعند عودته إلى منطقته الأصلية في عام 1934 لعب كرة القدم مرة أخرى مع فريق خيتشو (1934–1936) وفريق إنداوتشو (1940–1941)، وقد كان أحد مؤسسي الفريق الأخير إلى جانب خايمي أولاسو.

## رياضات أخرى
في عام 1940 كان بيرغارِتش منظِّمًا لمباريات الملاكمة، وفي عام 1944 حصل على المركز الثاني على مستوى الدولة في رياضة "بالا كورتا" (Pala corta)، وهي نوع من رياضة كرة الباسك.
كما ترأس نادي الصيد في مدينة ليكيتيو، والذي استضاف بطولة إسبانيا لصيد التونة.
شغل بيرغارِتش أيضًا منصب أمين الصندوق في الجمعية الدولية لمنظمي سباقات الدراجات، أو المدير العام لسباق طواف إسبانيا بمعنى آخر، وهو المنصب الذي شغله لأكثر من عشرين عامًا.
ولذلك في الذكرى الخامسة والعشرين لهذا السباق عام 1970 مُنح ميدالية الذهب في مجال ركوب الدراجات.
كما كان عضوًا في مجلس إدارة الاتحاد الإسباني لركوب الدراجات.

## الحياة الشخصية
في عام 1942 تزوج بيرغاريش من جوزيفا بوسكيه، وأنجب منها ابنًا واحدًا، والذي تزوج ابنة رامون ميندوزا رئيس ريال مدريد من عام 1985 إلى عام 1995، وكان للزوجين ابن واحد، جاكوبو الذي كان كاتب سيناريو ورجل أعمال.

## المسيرة الصحفية والوفاة
في عام 1945 دخل بيرغاريشي عالم الصحافة عندما انضم إلى شركة صحيفة بلباو التحريرية، وهي شركة مؤيدة لصحيفة صحيفة بيلباينو المرتبطة ببيرغاريشي، وبعد بضعة أسابيع تم تعيينه مستشارًا لصحيفة البريد الإسباني. بعد ثلاث سنوات في عام 1948 أصبح عضوًا في مجلس إدارة شركة فاسكونجادا للنشر، بالإضافة إلى كونه محررًا لصحيفة إل دياريو فاسكو من دونوستيا، وأصبح رئيسًا لهذه الأخيرة في عام 1970.
في عام 1968غكان بيرغاريشي رئيسًا مؤسسًا لشركة الخدمات المساعدة للضغط المستقل، وفي عام 1977 حل محل خافيير يبارا المقتول كمحرر جديد لصحيفة صحيفة دياريو فاسكو، أكبر وكالة أنباء في فاسكونيا. في نفس العام تم تعيينه أيضًا رئيسًا لصحيفة بلباو التحريرية، وهو المنصب الذي شغله لمدة 12 عامًا من عام 1977 حتى يونيو 1989، عندما تم استبداله بسانتياغو دي يبارا الذي تم تعيينه لاحقًا كرئيس لها، وهو المنصب الذي شغله حتى وفاته في 9 سبتمبر 1994 عن عمر يناهز 84 عامًا.

## الأوسمة
أوسمة لنادي ريال مدريد
- بطولة سنترو :
  - الأبطال (1): 1929–30